# Musikjahr 1938
Liste der Musikjahre

◄◄ | ◄ | 1934 | 1935 | 1936 | 1937 | Musikjahr 1938 | 1939 | 1940 | 1941 | 1942 | ► | ►►

Weitere Ereignisse · Country-Musik
Dieser Artikel behandelt das Musikjahr 1938.

## Ereignisse

### Musik in Nazi-Deutschland
- 22. Mai: Richard Strauss eröffnet die Reichsmusiktage in Düsseldorf mit einem Konzert.
- 24. Mai: Im Rahmen der Reichsmusiktage wird die von Hans Severus Ziegler organisierte nationalsozialistische Propaganda-Ausstellung Entartete Musik eröffnet.
- 26.–28. Mai: Die Musikwissenschaftliche Tagung 1938 befasst sich unter anderem mit dem Thema Musik und Rasse.
- Die Häftlinge des KZ Buchenwald Fritz Löhner-Beda und Hermann Leopoldi schreiben das Buchenwaldlied.

### Jazz/Swing

Andrews Sisters – Bei Mir Bist Du Schoen (1938)

- 08. Januar: Die Andrews Sisters führen ihren Titel Bei Mir Bist Du Schoen in der Radioserie „Your Hitparade“ auf. Ende Januar 1938 sind in den Vereinigten Staaten schon mehr als 350.000 Platten des Songs verkauft, und der Titel hält sich die nächsten fünf Wochen auf dem ersten Platz der Billboard-Charts.
- 16. Januar: Benny Goodman gibt sein berühmtes Carnegie Hall Concert in der New Yorker Carnegie Hall, an dem sich unter anderem Musiker der Bands von Duke Ellington und Count Basie beteiligen.
- 29. Januar: Bunny Berigan kommt mit I Can’t Get Started in die Top Ten; der Vernon-Duke-Song, der fortan Berigans Erkennungsmelodie wird, ist später ein populärer Jazzstandard.
- 05. Februar: Mit Every Day’s a Holiday – dem Titelsong aus dem gleichnamigen Filmmusical mit Mae West – kann Glen Miller seinen zweiten Hit in den nationalen Charts platzieren; wenn er auch nur eine Woche auf Platz 17 ist, leitet das im Frühjahr 1938 seinen Durchbruch ein.
- 19. Februar: Mit Count Basies One O’Clock Jump gelangt Harry James in die Top Ten, der erste seiner insgesamt 73 Hits bis 1953. Mitglieder der Goodman- und Basie-Band bildeten das Studioorchester. In derselben Woche hat Ethel Waters mit You’re a Sweetheart ihren letzten Charterfolg. Bekannt ist der Song aus dem gleichnamigen Musical mit Alice Faye.
- 05. März: Benny Goodman ist der einzige, der mit dem Stuff-Smith-Titel It’s Wonderful in die Top Ten kommt, eine Melodie, die auch von Louis Armstrong, Red Norvo/Mildred Bailey, Bob Crosby und Maxine Sullivan interpretiert wird.
- 12. März: Mit Don’t Be That Way hat Benny Goodman einen seiner größten Hits; der Titel hält sich 13 Wochen unter den Top 20, dazu noch fünf Wochen auf Position 1. Ebenfalls im März kommt Mildred Bailey mit einer Vokalfassung in die Charts.
- 19. März: Das Duke Ellington Orchestra mit der Bandvokalistin Ivie Anderson erreicht mit If You Were in My Place die Top Ten.
- 26. März: Larry Clinton hat mit dem Schlager Cry, Baby, Cry seinen ersten Nummer-1-Hit, mit dem er 15 Wochen in den Top 30 verbleibt. In derselben Woche kommt Duke Ellington mit Mitchell Parishs Song I Let a Song Go Out of My Heart in die Charts, wo er 19 Wochen bleibt, davon drei auf #1. Bandsängerin ist abermals Ivie Anderson. Mitte Mai hat Benny Goodman mit dem Song einen Nummer-1-Hit.
- 02. April: Tommy Dorsey kommt mit Yearning in die Top Ten, in der folgenden Woche mit Jerome Kerns You Couldn’t Be Cuter.
- 08. April: Der Flat Foot Boogie ist der erste Hit des Duos Slim & Slam, zu dem sich Slim Gaillard und Slam Stewart zusammengeschlossen haben; er erreicht für zwei Wochen #2.
- 04. Juni: Says My Heart ist der letzte der zwei Nummer-1-Hits, die der Vibraphonist Red Norvo mit der Sängerin Mildred Bailey hatte; der Frank-Loesser-Song hielt vier Wochen die Spitzenposition.
- 18. Juni: Teddy Wilson kommt mit You Go to My Head in den amerikanischen Charts auf Platz 20. Die Nummer eins erreicht Ella Fitzgerald mit A Tisket, A-Tasket: der Song um einen verlorenen gelben Korb wird Chick Webbs einziger Millionenhit; er beherrscht 19 Wochen lang die Hitparaden, davon zehn auf Position 1.
- 23. Juli: Larry Clinton erreicht mit seiner Version von You Go to My Head Position 3 der US-Charts. In derselben Woche schafft es Wingy Manone als Vokalist mit seiner Version des Flat Foot Boogie in die Top 20; derweil haben dessen Urheber Slim & Slam einen weiteren Hit mit dem Nonsense-Lied Tutti Frutti – ohne Beziehung zu Little Richards späterem Rock-’n’-Roll-Song.
- 24. Juli: Artie Shaw spielt seinen Hit Begin the Beguine ein. Seine im August veröffentlichte Swingversion des 1935 entstandenen Musicalsongs führt sechs Wochen lang die amerikanischen Charts an und wird ein Millionenhit.
- 09. August: Das Duke Ellington Orchestra mit den Solisten Johnny Hodges und Wallace Jones spielt Prelude to a Kiss für das Brunswick-Label in einer Instrumentalversion ein.
- 13. August: Larry Clinton kommt mit der Debussy-Bearbeitung My Reverie in die Hitparade; acht Wochen steht die Swing-Version eines klassischen Klavierstücks auf #1. Bea Wain war die Bandvokalistin. Billie Holiday schafft es mit I’m Gonna Lock My Heart (And Throw Away the Key) auf Platz 2.
- 24. September: Die Position 1 der US-Charts erreicht Larry Clinton mit Frank Loessers Song Heart and Soul, der Text stammt von Hoagy Carmichael. In derselben Woche erreicht Artie Shaws Back bay Shuffle die Top Ten.
- 08. Oktober: Mit Irving Berlins Song Change Partners kommt Jimmy Dorsey auf Position 1 der Charts. Das Lied singen Fred Astaire und Ginger Rogers im Filmmusical Carefree.
- 22. Oktober: Mit der Pinetop-Smith-Nummer Boogie Woogie steigt Tommy Dorsey und sein Orchester auf #3 der Hitparade. In derselben Woche ist er auch mit Irving Berlins Marie in den Charts erfolgreich. Auch Johnny Hodges hat mit Sängerin Mary McHugh einen Hit mit Prelude to a Kiss und erreicht #17. Nummer 1 ist aber Andy Kirk mit I Won’t Tell a Soul (I Love You).
- 29. Oktober: Mit dem Basin Street Blues von Spencer Williams kommt Louis Armstrong in die Top 20; Earl Hines ist hier der Sänger.
- 05. November: Martha Tilton als Vokalistin bei Benny Goodman kommt mit When I Go A-Dreamin’ in die Top 20. In derselben Woche haben die Mills Brothers mit Sixty Seconds Got Together einen Top-10-Hit in den USA.
- 12. November: Two Sleepy People ist ab dieser Woche drei Mal in den Charts vertreten, in Hoagy Carmichaels Originalversion mit Ella Logan im Duett, außerdem von Bob Crosby und von Fats Waller. In derselben Woche schließt Ella Fitzgerald mit I Found My Yellow Basket an den Erfolg von A-Tisket, A-Tasket an und erreicht #3 der Charts.
- 19. November: Artie Shaw hat mit der Bandsängerin Helen Forrest einen Top-10-Hit mit der Robin-Rainger-Nummer I Have Eyes.
- 26. November: Auf #8 der Charts kommen Chick Webb und Ella Fitzgerald mit F.D.R. Jones; die Initialen beziehen sich auf den US-Präsidenten Franklin Delano Roosevelt. Mit dem Song kommt auch Cab Calloway am 16. Dezember in die Hitparade.
- 17. Dezember: Mit Jumpin’ at the Wodside hat das Count Basie Orchestra einen Hit in den Top 20; das Woodside war ein Hotel in New Yorks 125. Straße, in dem die Musiker oft wohnten. In derselben Woche erreicht Benny Goodman mit This Can’t Be Love #2 der Charts.
- 24. Dezember: Abermals ist Benny Goodman (mit Bandsängerin Martha Tilton) in den Charts mit I Have Eyes.
- 30. Dezember: Jeepers Creepers, die Liebeserklärung an ein Rennpferd, wird in der Version von Larry Clinton zum Hit in den Top 20; 1939 gelangte Al Donahue damit an die Spitze der Charts.[1] Den Nummer-1-Hit in dieser Woche hat Artie Shaw mit They Say, ein Titel, den das Orchester von Sammy Kaye schon früher 1938 in den Top 20 hatte.

### Von der Klassischen Musik bis zur Operette
- 13. Februar: Die Uraufführung der Operette Les Petites Cardinales von Arthur Honegger und Jacques Ibert findet am Théâtre des Bouffes-Parisiens in Paris statt.
- 17. Februar: Von ihm selbst gespielt ist in der Pariser Église de la Sainte-Trinité erstmals Jehan Alains Orgelwerk Litanies zu hören.

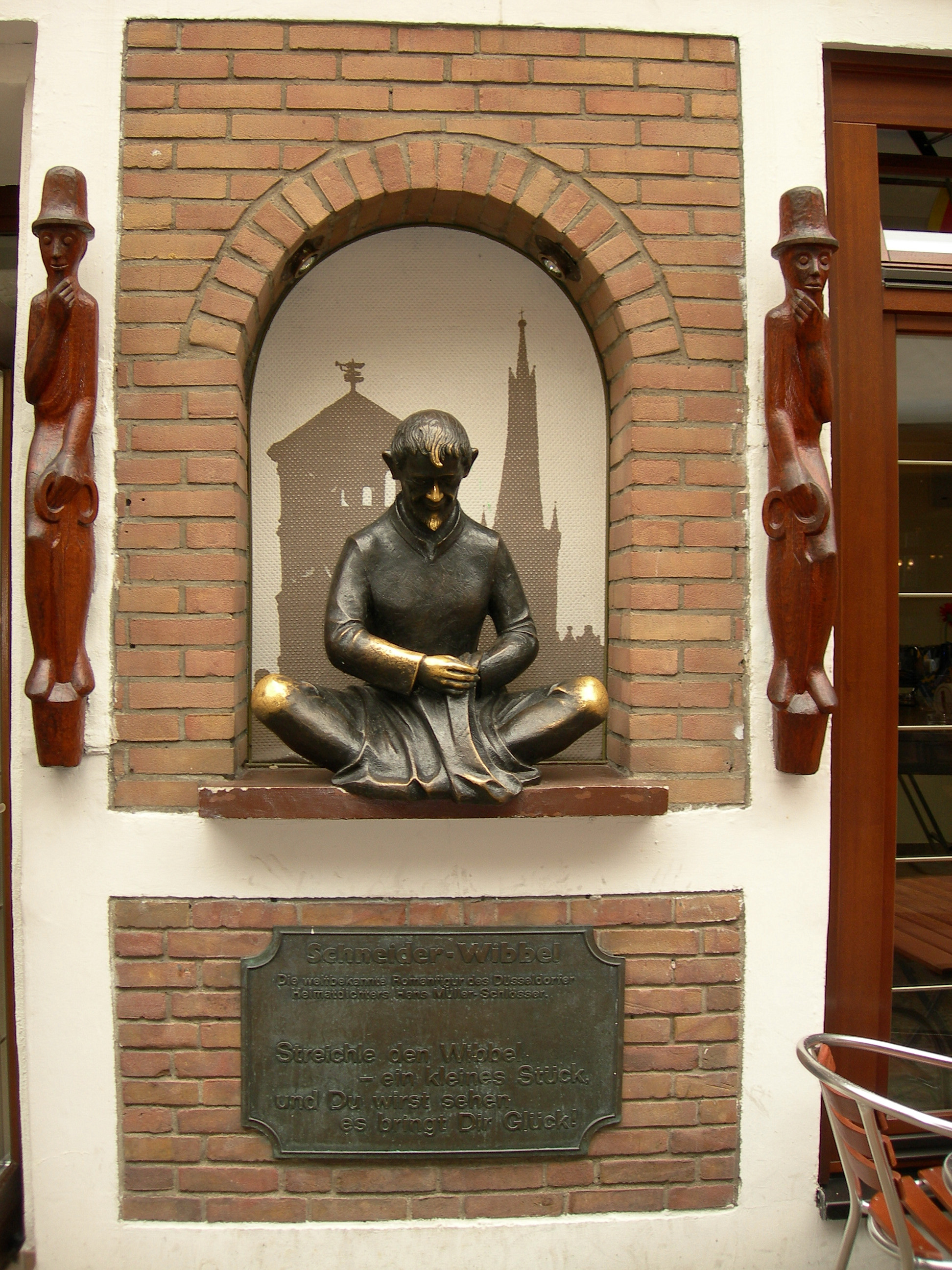
Schneider-Wibbel-Statue in der Altstadt von Düsseldorf

- 12. Mai: Die Uraufführung der heiteren Oper Schneider Wibbel von Mark Lothar mit dem Libretto von Hans Müller-Schlösser nach dessen eigenem gleichnamigen Lustspiel erfolgt an der Staatsoper Unter den Linden in Berlin.
- 12. Mai: Jeanne d’Arc au bûcher (Johanna auf dem Scheiterhaufen), ein dramatisches Oratorium in 11 Szenen von Paul Claudel (Text) und Arthur Honegger (Musik), hat seine konzertante Uraufführung im Musiksaal des Stadtcasino Basel unter der Leitung von Paul Sacher mit Ida Rubinstein als Jeanne, dem Basler Kammerorchester, dem Basler Kammerchor und der Knabenkantorei Basel als Chor. Das Stück reißt Publikum und Kritik zu Begeisterungsstürmen hin.
- 28. Mai: Die Uraufführung der Oper Mathis der Maler von Paul Hindemith findet am Stadttheater Zürich statt, nachdem die Nationalsozialisten nach der Aufführung der gleichnamigen Sinfonie 1934 ein Aufführungsverbot für Deutschland über das Werk verhängt haben.
- 21. Juli: Uraufführung des Balletts Nobilissima Visione von Paul Hindemith am Theatre Royal Drury Lane
- 05. November: Die Uraufführung des Adagios for Strings von Samuel Barber fand unter Arturo Toscanini mit dem NBC Symphony Orchestra in New York statt
- 24. November: An der Staatsoper Unter den Linden in Berlin erfolgt die Uraufführung der Oper Peer Gynt von Werner Egk nach dem gleichnamigen Stück von Henrik Ibsen.
- 28. November: Uraufführung der Suite für Jazzorchester Nr. 2 von Dimitri Schostakowitsch
- 14. Dezember: Das Baschkirische Staatliche Opern- und Balletttheater wird mit der Erstaufführung von Giovanni Paisiellos Oper La molinara (bzw. L’amor contrastato) in baschkirischer Sprache eingeweiht.
- 25. Dezember: Uraufführung der Operette Das Schiff der schönen Frauen von Walter Kollo im Apollo-Theater, Köln
- 30. Dezember: Das von Sergei Sergejewitsch Prokofjew im Jahr 1935 im Auftrag des Bolschoi-Theaters verfasste Ballett Romeo und Julia nach dem gleichnamigen Shakespeare-Stück wird in Brünn uraufgeführt.
- 31. Dezember: Die Operette Saison in Salzburg von Fred Raymond wird an den Städtischen Bühnen in Kiel uraufgeführt. Das Libretto stammt von Max Wallner und Kurt Feltz.
- Evald Aav: Sinfonie d-moll[2]
- Hans Krása komponiert die Kinderoper Brundibár.

### Musical
- 19. Oktober: Die Uraufführung des Musicals Knickerbocker Holiday von Kurt Weill mit dem Libretto von Maxwell Anderson erfolgt am Ethel Barrymore Theatre in New York. Das Stück erlebt in der Folge 168 Aufführungen und eine neunwöchige Tournee.
- 09. November: Das Musical Leave It to Me! von Cole Porter hat seine von Vinton Freedley produzierte Uraufführung am Imperial Theatre in New York. Das Buch stammt von Samuel und Bella Spewack nach ihrem Stück Clear All Wires. Gene Kelly hat mit einer Nebenrolle sein erstes Broadway-Engagement.
- 23. November: Das Musical The Boys from Syracuse mit der Musik von Richard Rodgers und Liedtexten von Lorenz Hart hat seine Uraufführung am Alvin Theatre am New Yorker Broadway. Das Buch nach William Shakespeares Die Komödie der Irrungen stammt George Abbott, der die Show auch produziert und Regie führt. Die Choreografie erarbeitete George Balanchine. Diese erste Musicalbearbeitung eines Shakespeare-Stückes erreicht 235 Vorstellungen.

### Filmmusical
- Der Spielfilm Carefree (Sorgenfrei durch Dr. Flagg – Carefree) mit Fred Astaire und Ginger Rogers hat seine Premiere in den Vereinigten Staaten. Regisseur ist Mark Sandrich, die Musik stammt von Irving Berlin.

## Neuveröffentlichungen (Auswahl)

### Lieder und Kompositionen
| Lied                                        | Text              | Musik             | Erstinterpret     | Label    | Veröffentlichung | Genre    | Weitere Informationen                 |
| ------------------------------------------- | ----------------- | ----------------- | ----------------- | -------- | ---------------- | -------- | ------------------------------------- |
| Everybody Oughta Make a Change              | Sleepy John Estes | Sleepy John Estes | Sleepy John Estes | Bluebird | 1938             | Blues    |                                       |
| Ich brech’ die Herzen der stolzesten Frau’n | Bruno Balz        | Lothar Brühne     | Heinz Rühmann     |          | 1938             | Schlager |                                       |
| Love of My Life                             | Johnny Mercer     | Artie Shaw        | Fred Astaire      |          | 1938             | Swing    | Für den Film Swing-Romanze komponiert |
| Die Nacht ist nicht allein zum Schlafen da  | Otto Ernst Hesse  | Theo Mackeben     | Gustaf Gründgens  |          | 1938             | Schlager |                                       |

## Geboren

### Januar

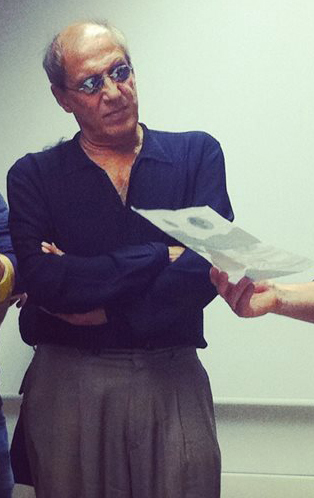
Adriano Celentano; * 6. Januar

- 06. Januar: Adriano Celentano, italienischer Sänger und Schauspieler
- 07. Januar: Morgan Powell, US-amerikanischer Komponist und Posaunist
- 07. Januar: Paul Revere, US-amerikanischer Musiker († 2014)
- 07. Januar: Rory Storm, britischer Rockmusiker, Sänger († 1972)
- 08. Januar: Matti Konttinen, finnischer Jazzmusiker, Musikjournalist und Musikproduzent († 2013)
- 08. Januar: George Larnyoh, ghanesischer Jazzmusiker († 2008)
- 08. Januar: Jewgeni Nesterenko, russischer Opernsänger (Bass) († 2021)
- 09. Januar: Robert F. Brunner, US-amerikanischer Filmkomponist und Dirigent († 2009)
- 10. Januar: Butch Moore, irischer Sänger († 2001)
- 13. Januar: Daevid Allen, australischer Rockmusiker († 2015)
- 13. Januar: Richard Anthony, französischer Sänger († 2015)
- 13. Januar: Paavo Heininen, finnischer Komponist († 2022)
- 13. Januar: Shiv Kumar Sharma, indischer Santurvirtuose († 2022)
- 14. Januar: Jack Jones, US-amerikanischer Sänger († 2024)
- 16. Januar: Betty Missiego, spanische Schlagersängerin
- 21. Januar: Wolfman Jack, US-amerikanischer Discjockey († 1995)
- 23. Januar: Bill Duniven, US-amerikanischer Rock-’n’-Roll-Musiker († 1999)
- 24. Januar: Julius Hemphill, US-amerikanischer Jazzmusiker († 1995)
- 25. Januar: Rolf Hans, deutscher Jazzmusiker, Maler, Fotograf, Objekt- und Papiercollagekünstler († 1996)

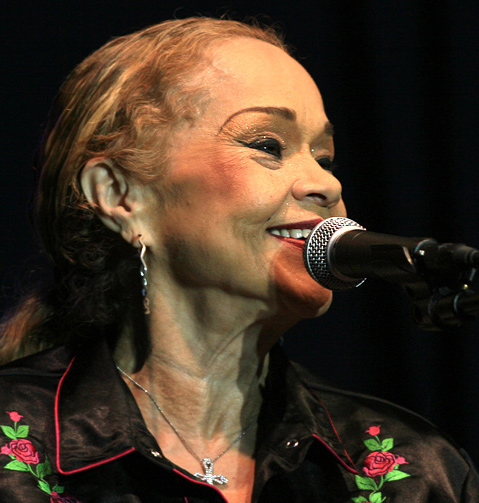
Etta James; * 25. Januar

- 25. Januar: Etta James, US-amerikanische R&B-, Blues- und Gospel-Sängerin († 2012)
- 25. Januar: Wladimir Wyssozki, russischer Sänger, Poet und Schauspieler († 1980)
- 29. Januar: Herbert Feldhofer, österreichischer Komponist und Musiklehrer († 2011)
- 29. Januar: Salena Jones, US-amerikanische Jazz- und Popsängerin
- 31. Januar: Eike Reuter, deutscher Kirchenmusiker, Landeskirchenmusikdirektor von Thüringen († 2005)

### Februar
- 01. Februar: Jimmy Carl Black, US-amerikanischer Schlagzeuger und Sänger († 2008)
- 02. Februar: Bobby Cruz, puerto-ricanischer Sänger und Komponist
- 02. Februar: Klaus Lang, deutscher Opernsänger
- 02. Februar: Gene MacLellan, kanadischer Singer-Songwriter († 1995)
- 02. Februar: Sergio Ortega, chilenischer Komponist und Pianist († 2003)

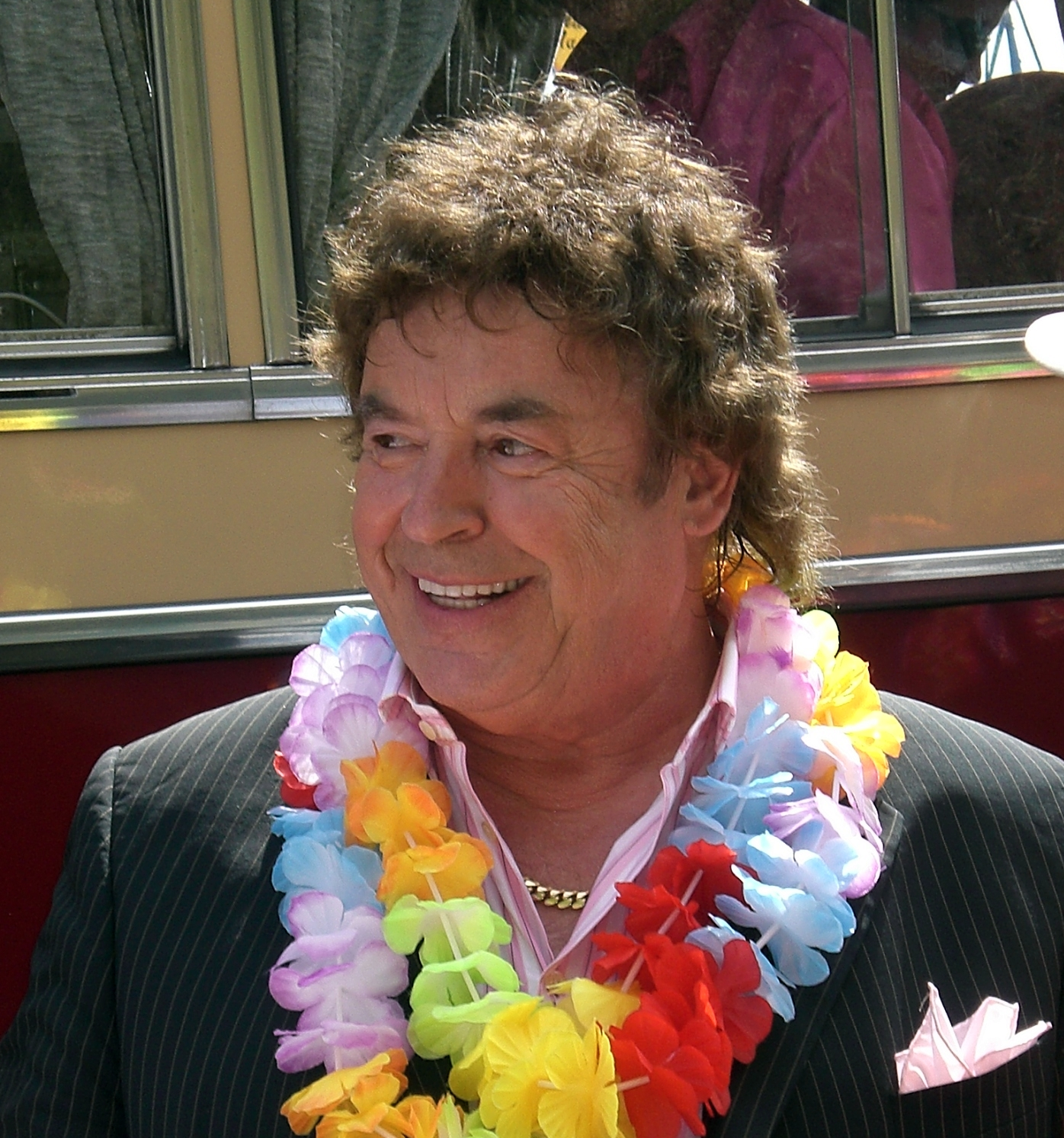
Tony Marshall; * 3. Februar

- 03. Februar: Tony Marshall, deutscher Schlagersänger († 2023)
- 04. Februar: Birju Maharaj, indischer Tänzer, Choreograph, Komponist, Sänger und Lyriker († 2022)
- 05. Februar: Ed Doemland, US-amerikanischer Komponist, Organist, Jazzpianist und Perkussionist († 2012)
- 06. Februar: Ellsworth Milburn, US-amerikanischer Komponist, Musikpädagoge und Pianist († 2007)
- 06. Februar: Rolf Wollrad, deutscher Opernsänger (Bass) († 2022)
- 07. Februar: Friedrich Karl Barth, Pfarrer und Liedautor
- 07. Februar: Hermann-Josef Kaiser, deutscher Erziehungswissenschaftler und Musikpädagoge († 2021)
- 11. Februar: Edith Mathis, Schweizer Sopranistin († 2025)
- 11. Februar: Simone de Oliveira, portugiesische Sängerin, Fernseh- und Theaterschauspielerin
- 11. Februar: Willy Oliveira, brasilianischer Komponist
- 12. Februar: Martinho da Vila, brasilianischer Musiker
- 13. Februar: Carmela Corren, israelische Schlagersängerin († 2022)
- 14. Februar: Hans-Werner Funke, deutscher Konzert- und Gastspielveranstalter
- 14. Februar: Anita Thallaug, norwegische Schauspielerin und Sängerin († 2023)
- 15. Februar: Gina Romand, kubanisch-mexikanische Schauspielerin und Sängerin († 2022)
- 16. Februar: Hans-Dieter Bader, deutscher Opernsänger (Tenor) († 2022)
- 16. Februar: John Corigliano, US-amerikanischer Komponist
- 16. Februar: Florian Pedarnig, österreichischer Komponist († 2022)
- 19. Februar: Rika Zaraï, israelisch-französische Chansonnière und Schriftstellerin († 2020)
- 21. Februar: Dany Mann, deutsche Schlagersängerin und Schauspielerin († 2010)
- 23. Februar: Wilson Simonal, brasilianischer Sänger († 2000)
- 28. Februar: Iris-Lilja Lassila, finnische Theater-, Film- und Fernsehschauspielerin († 2011)

### März
- 01. März: Adi Rinner, österreichischer Komponist und Dirigent
- 04. März: Werner Jacob, deutscher Organist und Komponist († 2006)
- 05. März: Wulf Arlt, deutscher Musikwissenschaftler
- 05. März: Martin Schneider, deutscher Opernregisseur und Hochschullehrer († 2021)
- 05. März: Hayden Thompson, US-amerikanischer Rockabilly- und Country-Musiker
- 07. März: Jalal Zolfonoun, iranischer Tar- und Setarspieler, Komponist und Musikpädagoge († 2012)
- 08. März: Tom Nicholas, US-amerikanischer Jazzschlagzeuger († 2023)
- 09. März: Lill-Babs, schwedische Schlagersängerin († 2018)
- 10. März: Lorenzo Palomo, spanischer Komponist († 2024)
- 12. März: Piera Degli Esposti, italienische Schauspielerin und Opernregisseurin († 2021)
- 12. März: Valery Panov, sowjetischer bzw. israelischer Balletttänzer und Choreograf († 2025)
- 12. März: Ronnie Tutt, US-amerikanischer Schlagzeuger († 2021)
- 13. März: Julian Bahula, südafrikanischer Perkussionist und Jazz-Schlagzeuger († 2023)
- 13. März: Hans-Joachim Hespos, deutscher Komponist und Verleger († 2022)
- 14. März: Angus MacLise, US-amerikanischer Schlagzeuger, Komponist, Dichter und bildender Künstler († 1979)
- 15. März: Charles Lloyd, US-amerikanischer Jazz-Saxophonist und Flötist
- 15. März: Gero Soergel, deutscher Kirchenmusiker
- 16. März: Gus Anton, deutscher Dirigent und Komponist

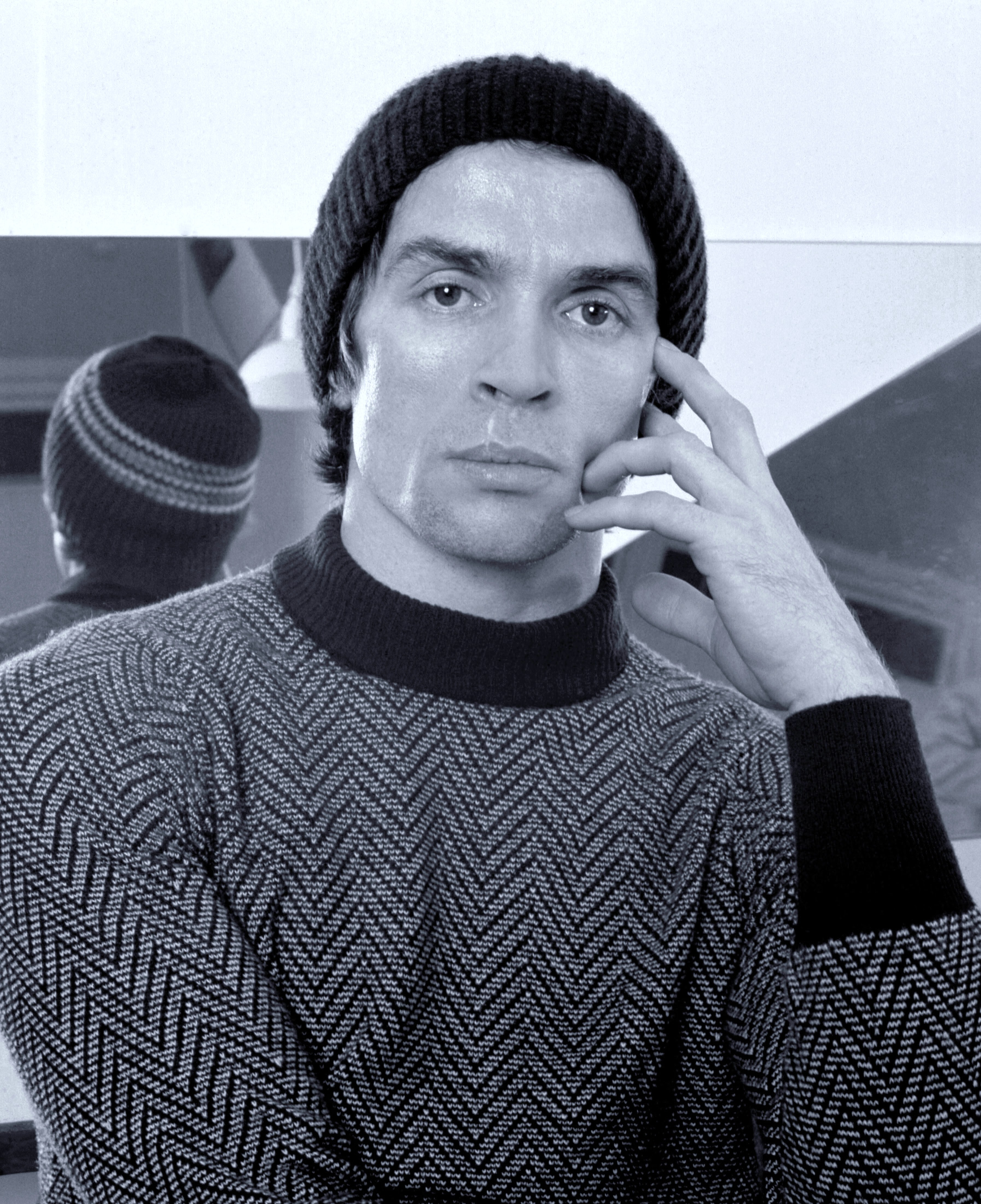
Rudolf Nurejew; * 17. März

- 17. März: Rudolf Nurejew, russisch-österreichischer Ballett-Tänzer († 1993)
- 21. März: Oscar López Ruiz, argentinischer Jazzmusiker, Orchesterleiter und Komponist († 2021)
- 21. März: Barend Schuurman, niederländischer Chorleiter und Musikpädagoge († 2019)
- 24. März: Holger Czukay, deutscher Musiker († 2017)
- 24. März: Steve Kuhn, US-amerikanischer Jazzpianist
- 24. März: Jimmy Voytek, US-amerikanischer Country- und Rockabilly-Musiker († 1980)
- 25. März: Hoyt Axton, US-amerikanischer Country-Musiker († 1999)
- 31. März: Laurie Holloway, britischer Jazz- und Unterhaltungsmusiker († 2025)

### April
- 02. April: Ivica Krajač, jugoslawischer Musiker († 2024)
- 02. April: Ralf Petersen, deutscher Komponist († 2018)
- 07. April: Spencer Dryden, US-amerikanischer Schlagzeuger († 2005)
- 07. April: Tommie Harris, US-amerikanischer Blues- und Jazzmusiker (Schlagzeug, auch Gesang) († 2025)

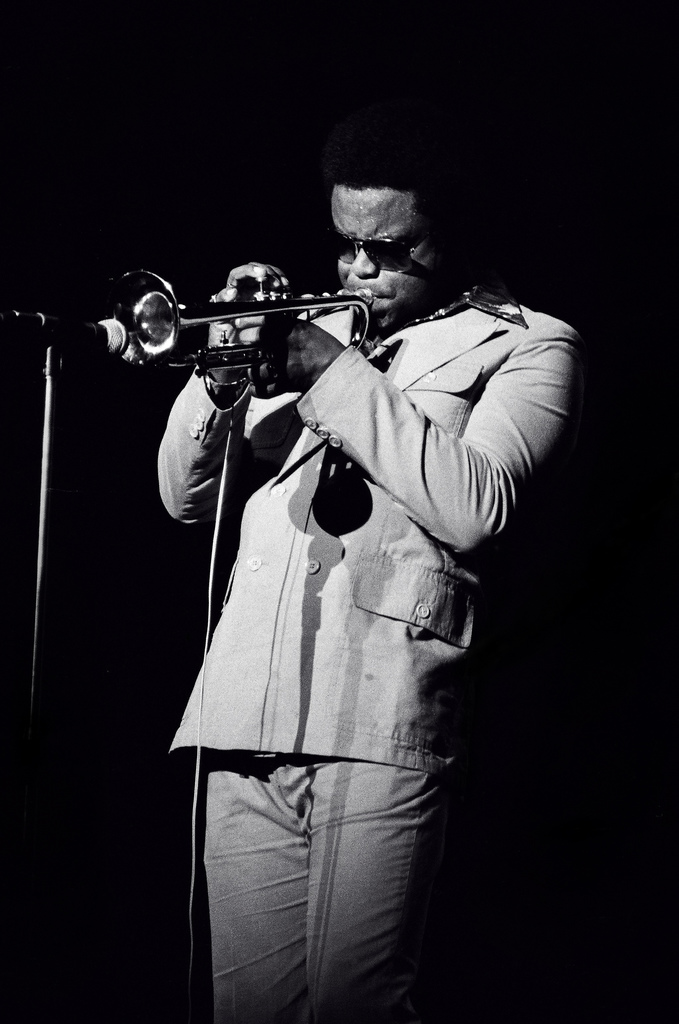
Freddie Hubbard; * 7. April

- 07. April: Freddie Hubbard, US-amerikanischer Jazz-Trompeter († 2008)

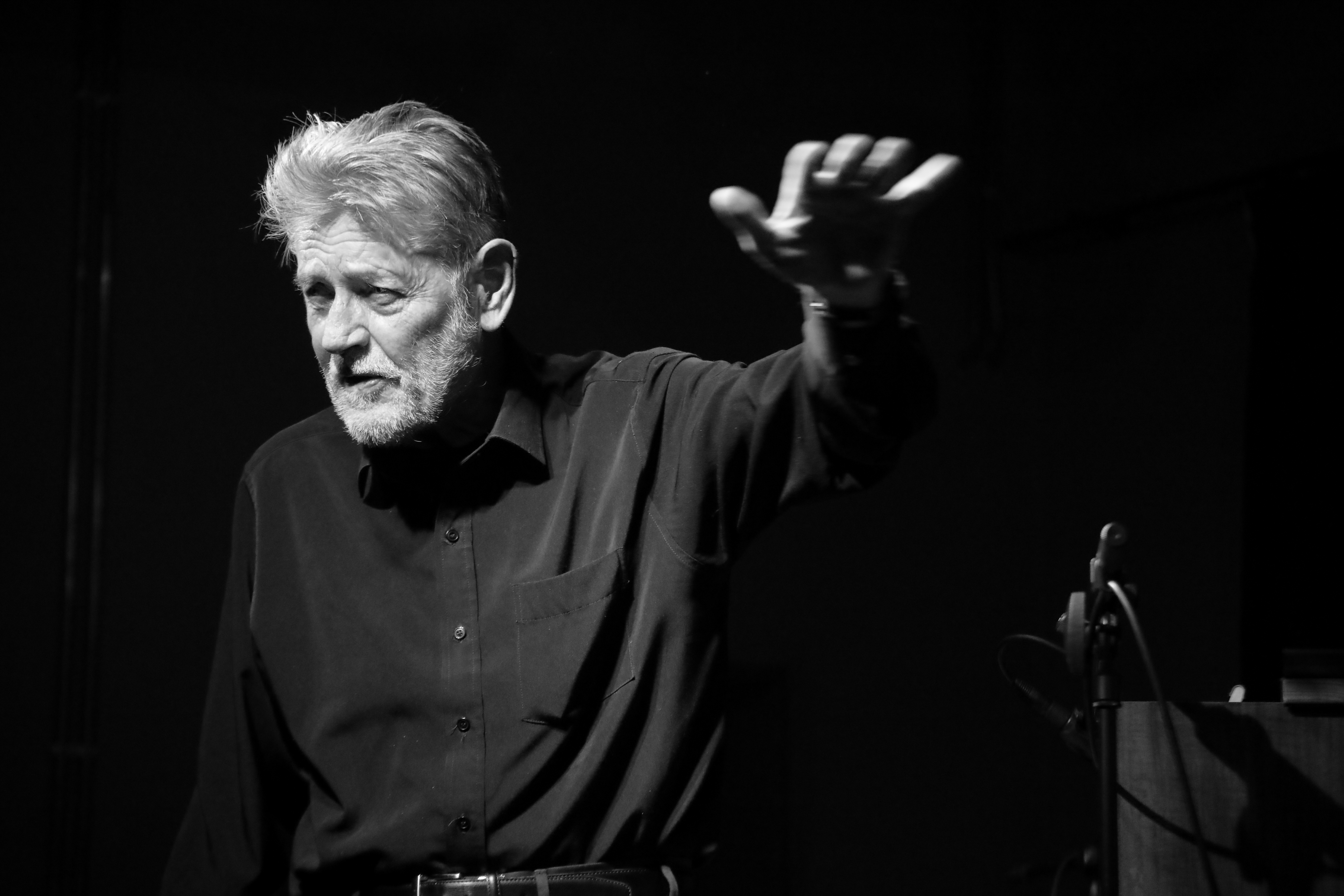
Alexander von Schlippenbach; * 7. April

- 07. April: Alexander von Schlippenbach, deutscher Jazzpianist und Komponist
- 10. April: Günther Kaunzinger, deutscher Organist und Hochschullehrer
- 10. April: Adolf Winkler, österreichischer Cellist, Dirigent, Musiklehrer und Komponist († 2014)
- 10. April: Denny Zeitlin, US-amerikanischer Jazzpianist und Psychiater
- 11. April: Kurt Moll, deutscher Opernsänger († 2017)
- 13. April: Heinz Holecek, österreichischer Sänger, Schauspieler, Parodist und Entertainer († 2012)
- 15. April: Walter Scholz, deutscher Trompeter (volkstümliche Musik)
- 17. April: Teddy Parker, deutscher Sänger und Rundfunkmoderator († 2021)
- 18. April: Hal Galper, US-amerikanischer Jazzpianist († 2025)
- 20. April: Johnny Tillotson, US-amerikanischer Sänger († 2025)
- 21. April: Vasile Spătărelu, rumänischer Komponist, Musikwissenschaftler und -pädagoge († 2005)
- 26. April: Duane Eddy, US-amerikanischer Gitarrist († 2024)
- 29. April: Alfredo del Mónaco, venezolanischer Komponist († 2015)
- 29. April: Kenneth Riegel, US-amerikanischer Opernsänger († 2023)
- 29. April: Klaus Voormann, deutscher Musiker und Grafiker

### Mai
- 03. Mai: Arístides Incháustegui, dominikanischer Sänger († 2017)
- 03. Mai: Napoleon XIV, US-amerikanischer Musikproduzent († 2023)
- 06. Mai: Keiko Nosaka, japanische Musikerin († 2019)
- 06. Mai: Artur Simon, deutscher Musikethnologe, Hochschullehrer und Museumsleiter († 2022)
- 12. Mai: Jimmy Hastings, britischer Jazzmusiker († 2024)
- 14. Mai: Michael Preston, britischer Sänger, Schauspieler und Boxer
- 15. Mai: Lenny Welch, US-amerikanischer Sänger und Schauspieler († 2025)
- 16. Mai: Ole Lindgreen, dänischer Jazzmusiker (Posaune)
- 17. Mai: Esa Pethman, finnischer Jazzmusiker († 2025)
- 19. Mai: Herbie Flowers, britischer Rockmusiker († 2024)
- 19. Mai: Marinella, griechische Sängerin
- 22. Mai: Alain Gagnon, kanadischer Komponist und Musikpädagoge († 2017)
- 23. Mai: Louise Hirbour, kanadische Musikwissenschaftlerin und -pädagogin

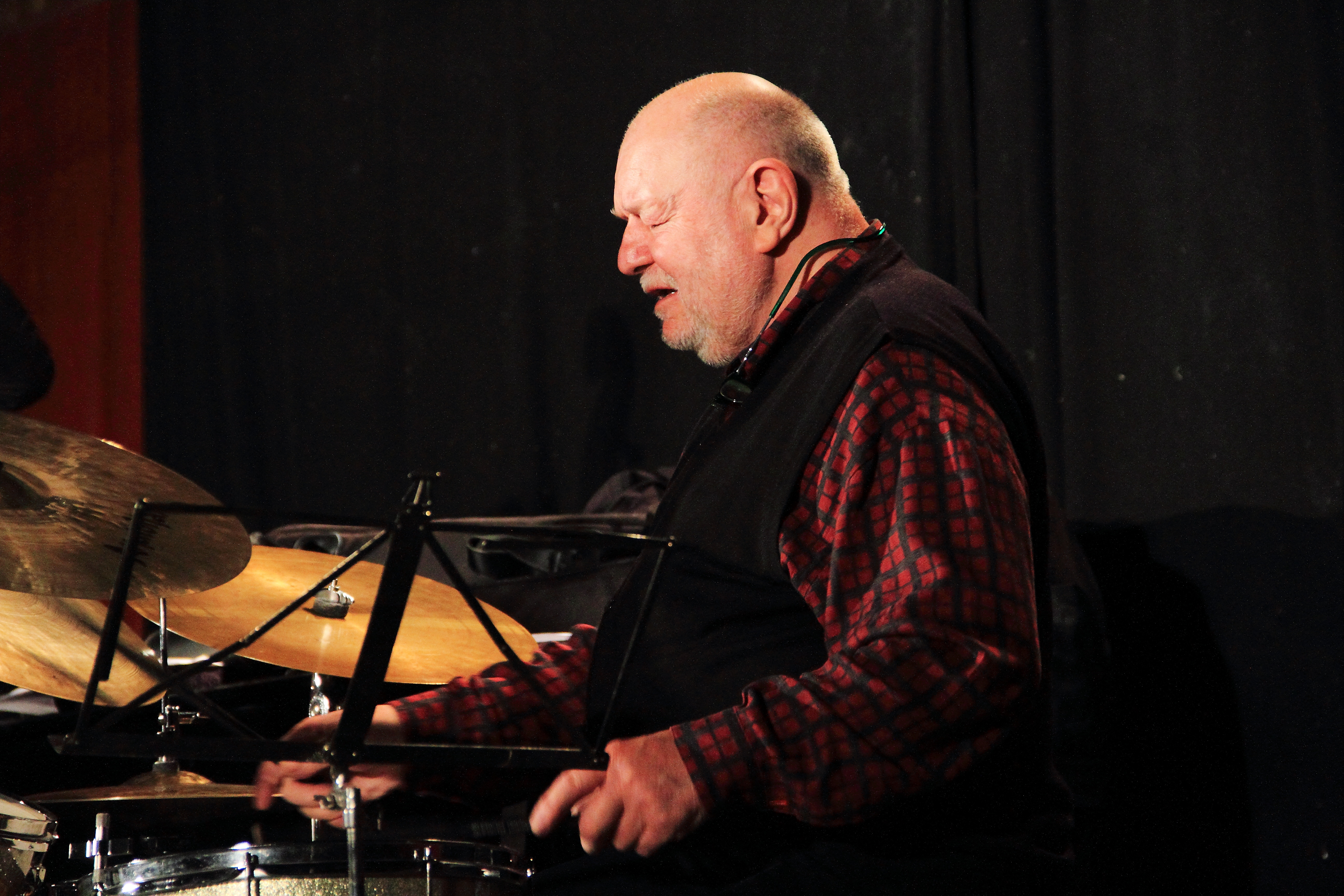
Daniel Humair; * 23. Mai

- 23. Mai: Daniel Humair, Schweizer Jazz-Schlagzeuger
- 24. Mai: Prince Buster, jamaikanischer Ska-Musiker († 2016)
- 24. Mai: Tommy Chong, kanadischer Schauspieler und Musiker
- 25. Mai: Johnny Powers, US-amerikanischer Rockabilly-Sänger († 2023)
- 26. Mai: William Bolcom, US-amerikanischer Komponist

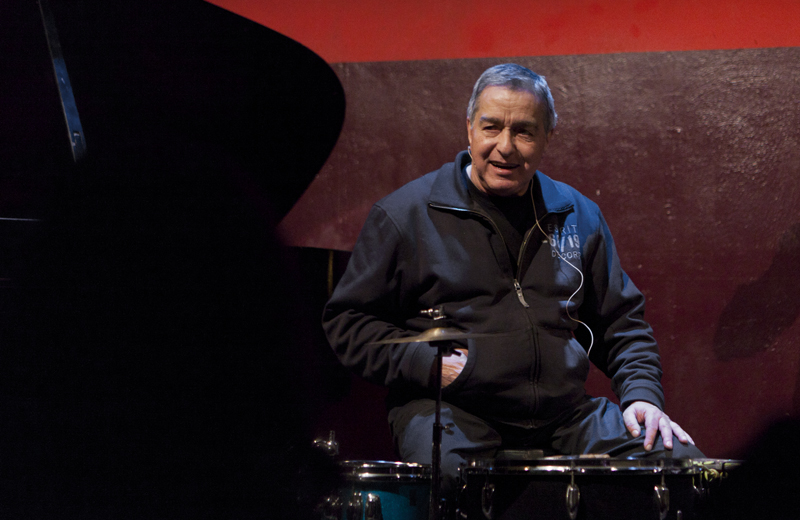
Jake Liebezeit; * 26. Mai

- 26. Mai: Jaki Liebezeit, deutscher Schlagzeuger († 2017)
- 26. Mai: Teresa Stratas, kanadische Sopranistin griechischer Abstammung
- 28. Mai: Donna Caroll, argentinische Jazzsängerin und Schauspielerin († 2020)
- 28. Mai: Siegfried Schoenbohm, US-amerikanisch-deutscher Opernregisseur († 2006)
- 29. Mai: Norman Marshall Villeneuve, kanadischer Jazzmusiker († 2025)
- 31. Mai: Peter Yarrow, US-amerikanischer Sänger und Mitglied der Folk-Gruppe Peter, Paul and Mary († 2025)

### Juni
- 07. Juni: Joel Blahnik, US-amerikanischer Komponist und Lehrer
- 08. Juni: Roger Bobo, US-amerikanischer Jazzmusiker, Musikpädagoge und Autor († 2023)
- 08. Juni: Pedro Soler, französischer Gitarrist († 2024)
- 09. Juni: Charles Wuorinen, US-amerikanischer Komponist († 2020)

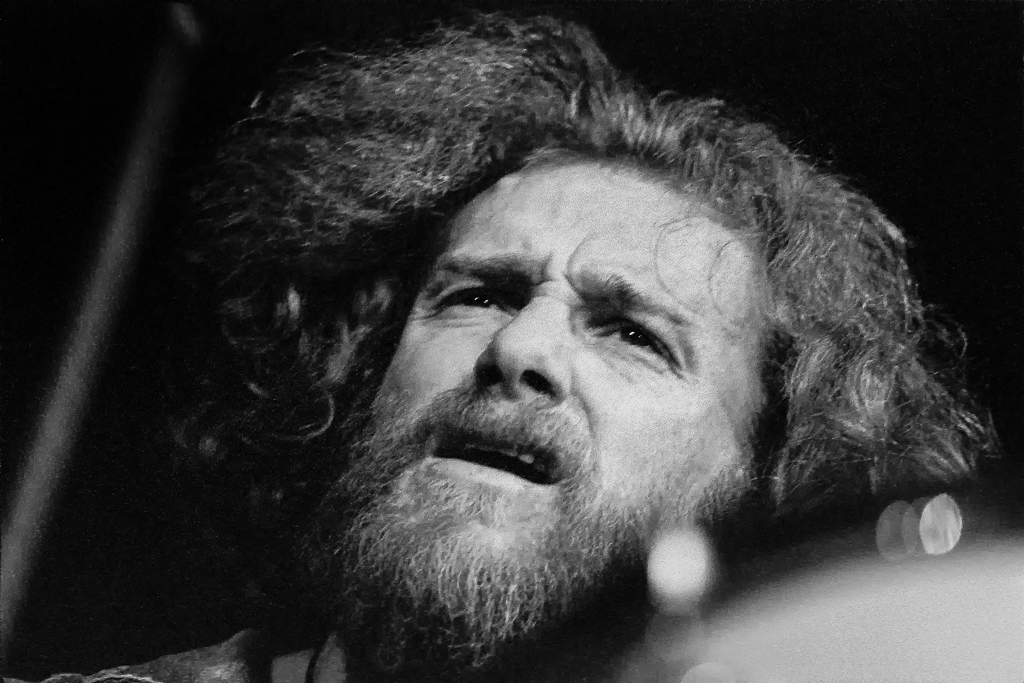
Stu Martin; * 11. Juni

- 11. Juni: Stu Martin, US-amerikanischer Jazzschlagzeuger († 1980)
- 14. Juni: Héctor Delpino Canales, chilenischer Pianist, Komponist und Musikpädagoge
- 14. Juni: Ewald Kooiman, niederländischer Musiker († 2009)
- 15. Juni: Tony Oxley, britischer Schlagzeuger († 2023)
- 17. Juni: Grethe Ingmann, dänische Sängerin († 1990)
- 19. Juni: Karl Moik, österreichischer Fernsehmoderator und Entertainer im Bereich der volkstümlichen Musik († 2015)
- 20. Juni: Dennis Budimir, US-amerikanischer Jazzgitarrist († 2023)
- 23. Juni: José Duarte, portugiesischer Jazzpromoter, Journalist, Autor und Produzent († 2023)
- 24. Juni: Edoardo Vianello, italienischer Cantautore, Musikproduzent und Schauspieler
- 27. Juni: Gothart Stier, deutscher Kirchenmusiker († 2023)
- 28. Juni: Gerhard Dickel, Kirchenmusikdirektor, Kantor, Organist und Musikprofessor († 2003)
- 30. Juni: Chris Hinze, niederländischer Jazzmusiker

### Juli
- 01. Juli: Susan Maughan, britische Pop-Sängerin
- 02. Juli: Hauke Strübing, deutscher Hörfunkmoderator († 2022)
- 03. Juli: John Heard, US-amerikanischer Jazz-Bassist und bildender Künstler († 2021)

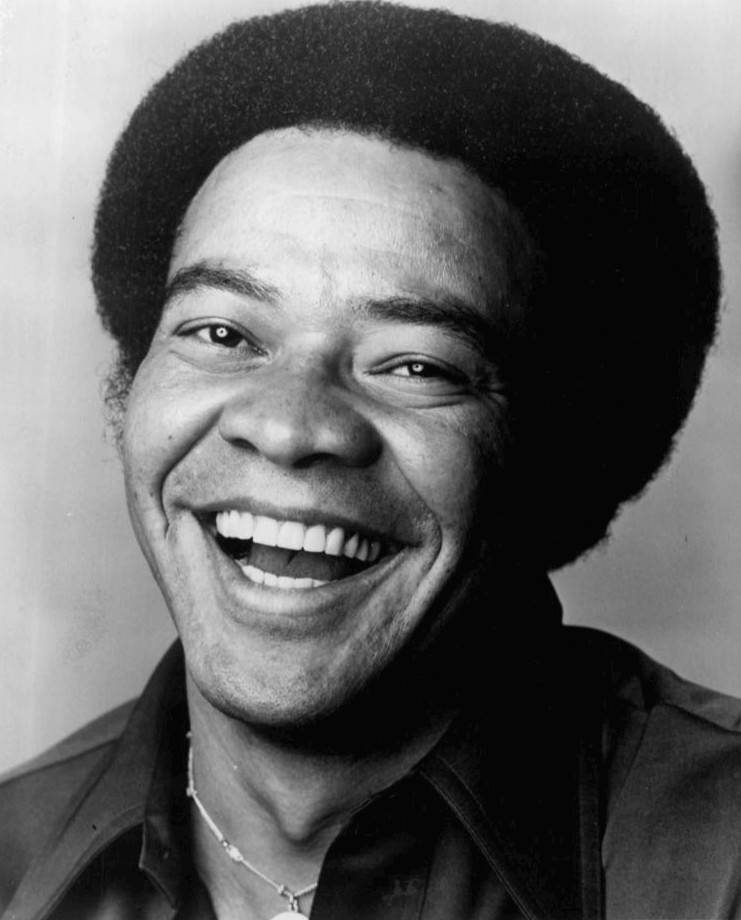
Bill Withers; * 4. Juli

- 04. Juli: Bill Withers, US-amerikanischer Sänger und Songschreiber († 2020)
- 05. Juli: Snuff Garrett, US-amerikanischer Musikproduzent und Discjockey († 2015)
- 06. Juli: Jet Harris, britischer Bassgitarrist († 2011)
- 12. Juli: Tom Schroeder, deutscher Musikjournalist und Musikveranstalter († 2023)
- 13. Juli: Peter Lange, deutscher Jazzmusiker
- 13. Juli: Myroslaw Skoryk, ukrainischer Komponist († 2020)
- 16. Juli: Þorkell Sigurbjörnsson, isländischer Komponist († 2013)
- 18. Juli: Buschi Niebergall, deutscher Musiker († 1990)
- 18. Juli: Ian Stewart, britischer Pianist († 1985)
- 19. Juli: Wachtang Kikabidse, sowjetischer bzw. georgischer Filmschauspieler, Sänger und Regisseur († 2023)
- 19. Juli: Juri Nikolajewitsch Kornakow, sowjetischer und russischer Komponist und Musikpädagoge († 2006)
- 20. Juli: Jo Ann Campbell, US-amerikanische Rock’n’Roll-Sängerin
- 23. Juli: Ronny Cox, US-amerikanischer Schauspieler und Sänger
- 25. Juli: Paul Schmeling, US-amerikanischer Jazzpianist und Hochschullehrer († 2024)
- 26. Juli: Joanne Brackeen, US-amerikanische Jazzpianistin und Hochschullehrerin
- 27. Juli: Isabelle Aubret, französische Sängerin und Turnerin
- 31. Juli: Jürgen Wolf, deutscher Cellist, Dirigent und Musikpädagoge († 2014)

### August
- 01. August: Bruno Laplante, kanadischer Sänger
- 03. August: Ingrid Caven, deutsche Chanson-Sängerin und Schauspielerin
- 04. August: Simon Preston, englischer Organist, Dirigent und Komponist († 2022)
- 04. August: Bernd Wiesemann, deutscher Komponist, Pianist, Musikpädagoge und Konzeptkünstler († 2015)
- 08. August: Jacques Hétu, kanadischer Komponist († 2010)
- 09. August: Micheline Coulombe Saint-Marcoux, kanadische Komponistin († 1985)
- 11. August: Jean Laurendeau, kanadischer Klarinettist, und Ondist und Musikpädagoge
- 11. August: Pierre Létourneau, kanadischer Singer-Songwriter
- 12. August: Wilfried Fischer, deutscher Dirigent, Musikpädagoge und Hochschullehrer († 2023)
- 12. August: Jerome Rose, US-amerikanischer klassischer Pianist und Musikpädagoge
- 13. August: Dave Cortez, US-amerikanischer R&B-Musiker und Orgelspieler
- 13. August: Oscar Ghiglia, italienischer Gitarrist († 2024)
- 13. August: Gertrude Jahn, jugoslawische Opernsängerin
- 14. August: Don Moore, US-amerikanischer Jazz-Bassist († 2025)
- 16. August: Rocco Granata, italienischer Unterhaltungskünstler und Schlagersänger
- 16. August: Lalle Svensson, schwedischer Jazzmusiker und bildender Künstler († 1990)

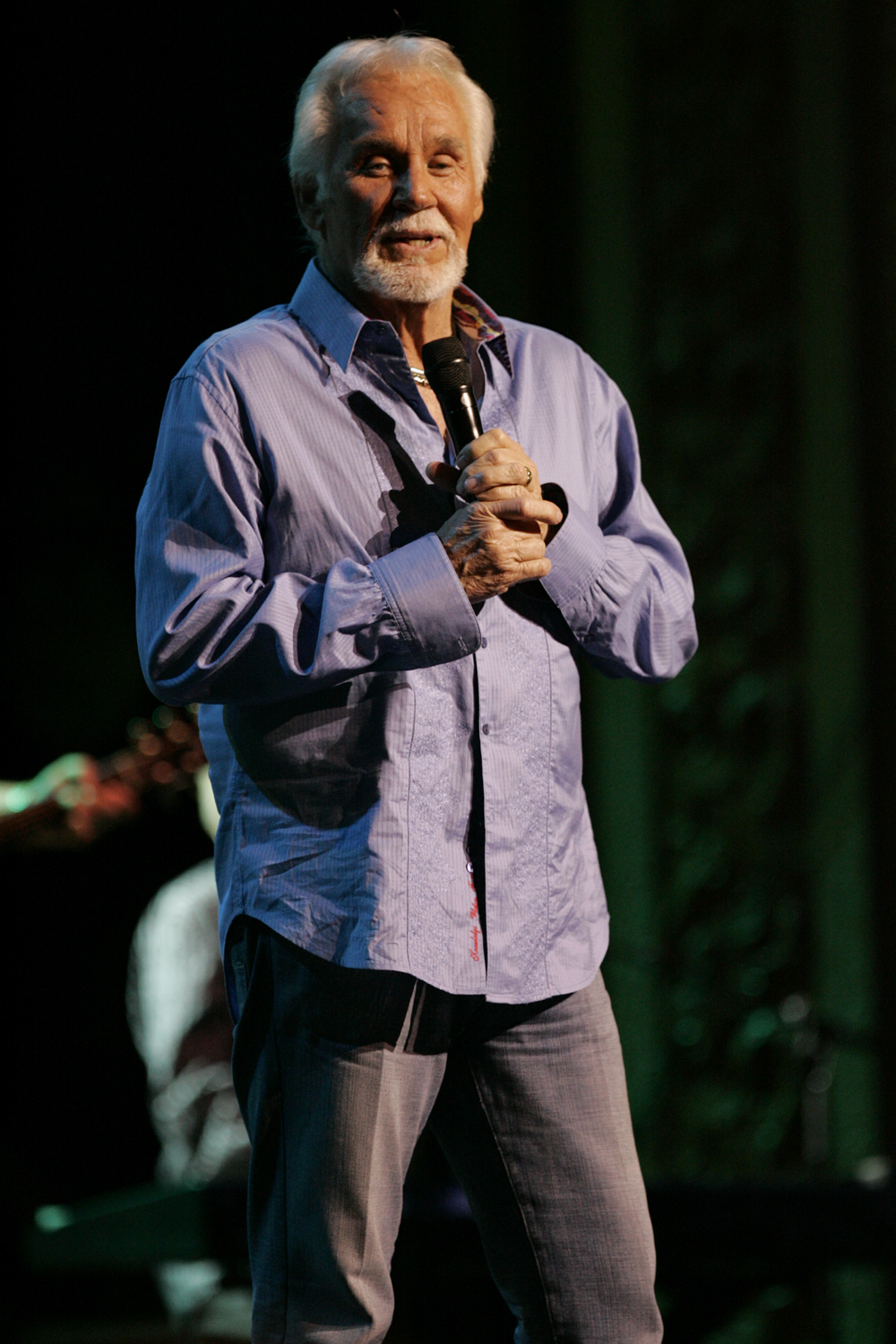
Kenny Rogers; * 21. August

- 21. August: Kenny Rogers, US-amerikanischer Countrysänger und Schauspieler († 2020)
- 24. August: Mason Williams, US-amerikanischer Gitarrist und Komponist
- 26. August: Jet Black, britischer Musiker († 2022)
- 30. August: Karl Maureen, deutscher Organist († 2025)
- 31. August: John Koerner, US-amerikanischer Sänger, Gitarrist und Songwriter († 2024)
- 31. August: Wieland Kuijken, belgischer Viola-da-gamba-Spieler und Cellist

### September
- 04. September: Michel Rateau, französischer Komponist († 2020)
- 05. September: Piotr Lachert, polnischer Komponist, Pianist und Dichter († 2018)
- 09. September: Henri-Claude Fantapié, französischer Dirigent
- 15. September: Alain Abbott, französischer Akkordeonspieler und Komponist
- 15. September: Roberto Mancini, argentinischer Tangosänger, Tangokomponist und Bandleader († 2018)
- 16. September: Jere Hutcheson, US-amerikanischer Komponist und Musikpädagoge
- 16. September: José Niza, portugiesischer Musiker, Komponist und Politiker († 2011)
- 18. September: Melikof Karaian, armenischer Komponist und Musikpädagoge († 2023)
- 21. September: Néstor Astarita, argentinischer Jazzmusiker (Schlagzeug) († 2024)
- 21. September: Hans-Georg Moslener, deutscher Produzent, Komponist und Lyriker († 2019)
- 21. September: Yūji Takahashi, japanischer Komponist und Pianist
- 22. September: Dean Reed, US-amerikanischer Schauspieler, Rock-’n’-Roll- und Countrysänger († 1986)
- 24. September: Steve Douglas, US-amerikanischer Rock-Saxophonist († 1993)
- 26. September: Christoph Hellmundt, deutscher Musikwissenschaftler († 2020)
- 27. September: Jean-Loup Dabadie, französischer Schriftsteller, Liedtexter, Drehbuchautor und Mitglied der Académie française († 2020)
- 27. September: Sharifa Fadel, ägyptische Sängerin und Schauspielerin († 2023)
- 27. September: Frank Gordon, US-amerikanischer Jazzmusiker (Trompete)
- 28. September: Gerd Dudek, deutscher Jazzsaxophonist und -flötist († 2022)
- 28. September: Ben E. King, US-amerikanischer Soulsänger († 2015)
- 30. September: Kees Vlak, niederländischer Komponist und Musiker († 2014)

### Oktober
- 02. Oktober: Nick Gravenites, US-amerikanischer Sänger, Songschreiber und Produzent († 2024)
- 03. Oktober: Eddie Cochran, US-amerikanischer Rock-’n’-Roll-Musiker († 1960)
- 03. Oktober: Tereza Kesovija, kroatische Sängerin
- 04. Oktober: Mark Levine, US-amerikanischer Jazzpianist und -posaunist († 2022)
- 06. Oktober: Marina Goglidse-Mdiwani, sowjetisch-kanadische Pianistin und Musikpädagogin georgischer Herkunft
- 12. Oktober: Manfred Ball, deutscher Opernsänger (Bariton) und Hochschullehrer († 2023)
- 12. Oktober: Brendan Bowyer, irischer Sänger († 2020)
- 13. Oktober: Christel Bodenstein, deutsche Schauspielerin, Chansonsängerin, Theaterregisseurin und Regieassistentin († 2024)
- 13. Oktober: Shirley Caesar, US-amerikanische Gospelsängerin
- 13. Oktober: Jacques Raymond, belgischer Sänger
- 14. Oktober: Melba Montgomery, US-amerikanische Country-Musikerin († 2025)
- 15. Oktober: Rafael Aponte-Ledée, puerto-ricanischer Komponist

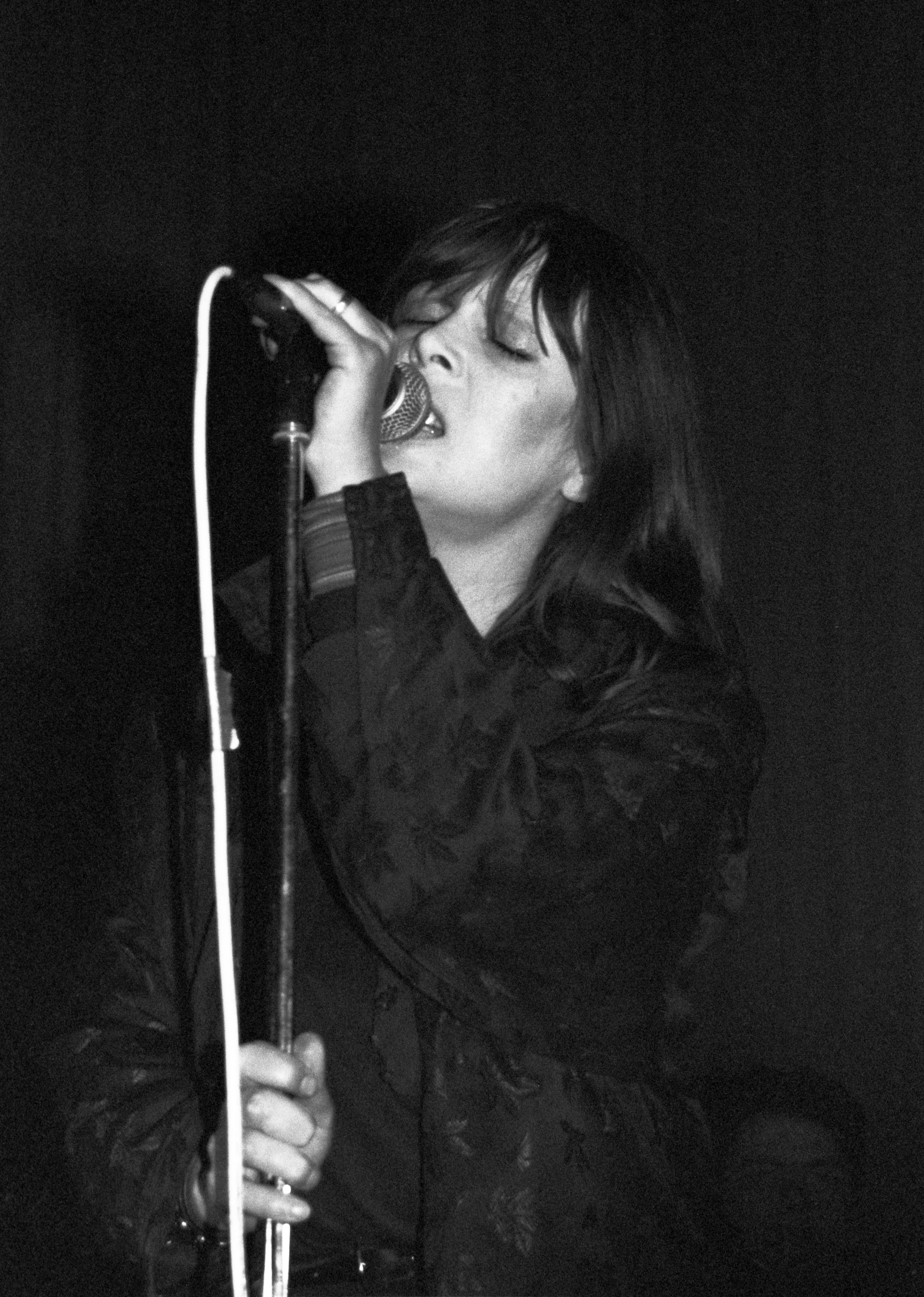
Nico; * 16. Oktober

- 16. Oktober: Nico, deutsches Model und Sängerin († 1988)
- 17. Oktober: António Calvário, portugiesischer Sänger und Schauspieler
- 20. Oktober: Ralph Casale, US-amerikanischer Jazzmusiker († 2023)
- 20. Oktober: Kathy Kirby, britische Sängerin († 2011)
- 20. Oktober: Bärbel Wachholz, deutsche Schlagersängerin der DDR († 1984)
- 22. Oktober: Juca Chaves, brasilianischer Komiker, Sänger und Schriftsteller († 2023)
- 23. Oktober: Isabelle Aboulker, französische Komponistin, Musikpädagogin und Hochschullehrerin
- 24. Oktober: Odean Pope, US-amerikanischer Jazzmusiker
- 27. Oktober: Elliot Del Borgo, US-amerikanischer Komponist und Professor († 2013)

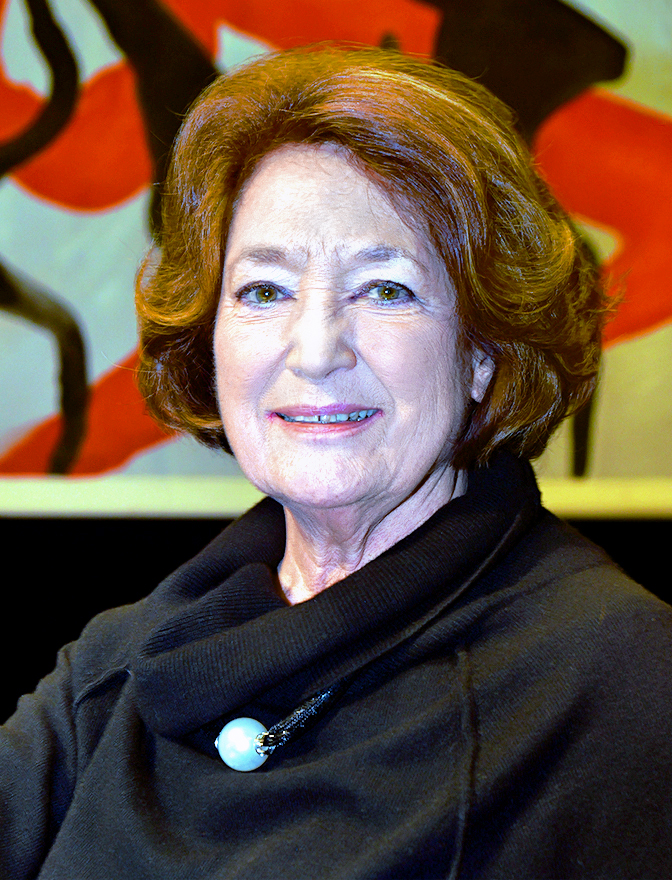
Edda Moser; * 27. Oktober

- 27. Oktober: Edda Moser, deutsche Sängerin
- 28. Oktober: Jan-Jürgen Wasmuth, deutscher Komponist und Kirchenmusiker
- 00. Oktober: Vibert Cornwall, vincentischer Jazzsänger

### November
- 01. November: Pucho Brown, US-amerikanischer Perkussionist und Bandleader († 2022)
- 02. November: Alfred Kuhn, deutscher Opernsänger (Bass) († 2024)
- 05. November: Joe Dassin, französischer Sänger († 1980)
- 07. November: Michael Berg, deutscher Cellist, Dirigent, Musikpädagoge und Musikwissenschaftler († 2019)
- 07. November: Dee Clark, US-amerikanischer R&B-Sänger und Songwriter († 1990)
- 09. November: Norbert Saada, französischer Musik- und Filmproduzent
- 10. November: Gisela Peters-Rohse, deutsche Tänzerin, Tanzpädagogin, Tanzkritikerin († 2023)
- 11. November: Narvel Felts, US-amerikanischer Country- und Rockabilly-Musiker
- 12. November: Tom Artin, US-amerikanischer Jazzmusiker (Posaune) und Fotograf
- 12. November: Warren Bernhardt, US-amerikanischer Jazzpianist († 2022)
- 12. November: Mort Shuman, US-amerikanischer Songschreiber und Sänger († 1991)
- 11. November: Lloyd Miller, US-amerikanischer Musiker und Musikethnologe († 2024)
- 16. November: Walter Kemp, kanadischer Musikwissenschaftler, Organist, Chorleiter und Komponist († 2023)

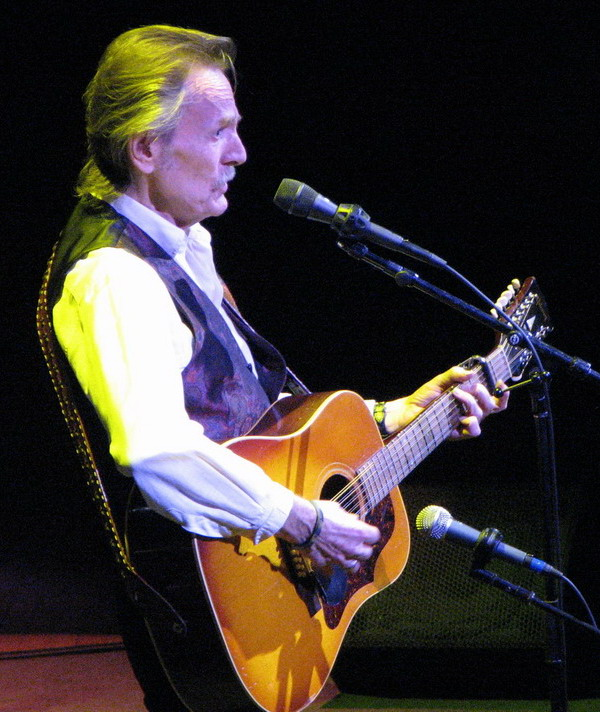
Gordon Lightfoot; * 17. November

- 17. November: Gordon Lightfoot, kanadischer Folk-Musiker († 2023)
- 29. November: Eberhard Hertel, deutscher Sänger († 2024)
- 30. November: Néstor Fabián, argentinischer Tangosänger und Schauspieler

### Dezember
- 01. Dezember: Carlos Garnett, US-amerikanischer Jazz-Saxophonist († 2023)
- 01. Dezember: Sandy Nelson, US-amerikanischer Schlagzeuger († 2022)
- 02. Dezember: Norbert J. Mayer, deutscher Liedermacher († 2017)
- 05. Dezember: Grigore Constantinescu, rumänischer Musikwissenschaftler und -pädagoge († 2020)
- 06. Dezember: Oxana Yablonskaya, US-amerikanisch-israelische Pianistin und Klavierpädagogin russischer Abstammung
- 08. Dezember: Héctor Darío, argentinischer Tangosänger italienischer Herkunft († 2013)
- 09. Dezember: William Thomas McKinley, US-amerikanischer Komponist, Jazzpianist und Musikpädagoge († 2015)
- 10. Dezember: Juri Temirkanow, russischer Dirigent († 2023)
- 11. Dezember: Franca di Rienzo, französische Sängerin

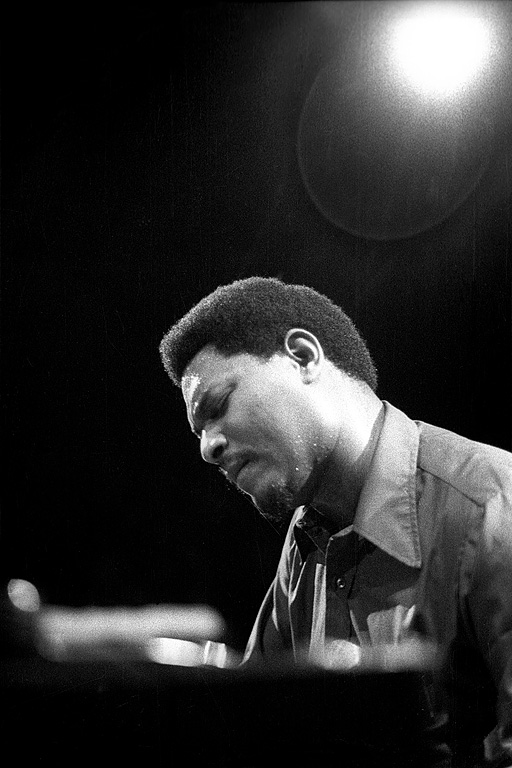
McCoy Tyner; * 11. Dezember

- 11. Dezember: McCoy Tyner, US-amerikanischer Jazzpianist († 2020)
- 12. Dezember: Michael Edward Parsons, britischer Komponist
- 13. Dezember: Joachim Dorfmüller, deutscher Musikwissenschaftler und Organist

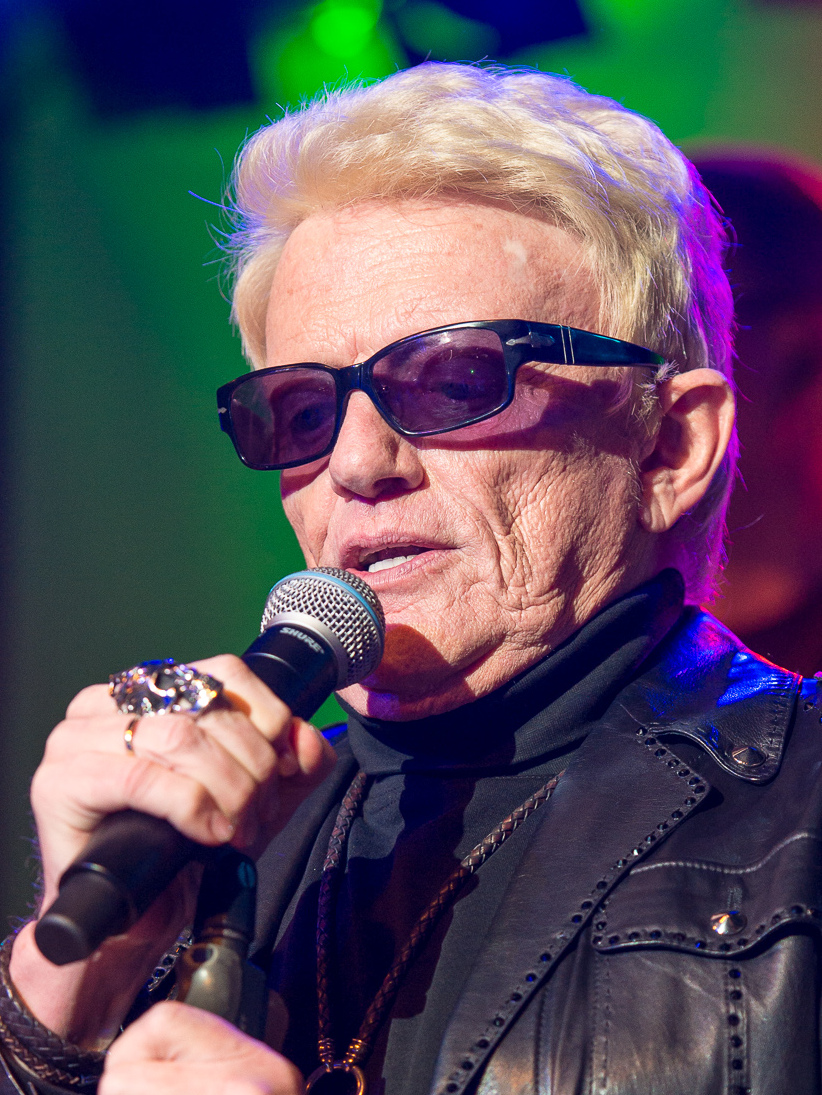
Heino; * 13. Dezember

- 13. Dezember: Heino, deutscher Schlagersänger und Sänger
- 16. Dezember: Hermann Hofer, Schweizer Romanist, Musikwissenschaftler und Schriftsteller
- 17. Dezember: Carlo Little, britischer Schlagzeuger († 2005)
- 18. Dezember: Chas Chandler, britischer Musiker, Musikproduzent und Manager († 1996)
- 21. Dezember: Felix Huby, deutscher Journalist, Drehbuchautor und Schriftsteller († 2022)
- 22. Dezember: Brian Locking, britischer Musiker (The Shadows) († 2020)
- 23. Dezember: Doris Loh, deutsche Sängerin christlicher Musik (Sopran) († 2021)
- 24. Dezember: Mesías Maiguashca, ecuadorianischer Komponist
- 25. Dezember: Ivonne Haza, dominikanische Sopranistin († 2022)
- 25. Dezember: Alain Marion, französischer Flötist und Musikpädagoge († 1998)
- 29. Dezember: Bart Berman, niederländischer Pianist
- 29. Dezember: Larry Ramirez, US-amerikanischer Instrumentenbauer († 2023)

### Genaues Geburtsdatum unbekannt
- Bobby Brown, US-amerikanischer Rockabilly- und Rock-’n’-Roll-Musiker
- Janice Chapman, australische Sängerin und Gesangspädagogin
- Adolf Donabaum, österreichischer Orgelbauer in Wien
- La Chunga, spanische Flamencotänzerin und Malerin († 2025)
- Christoph Lieske, deutscher Pianist und Musikpädagoge
- Siegfried Maeker, deutscher Musikproduzent und Konzertveranstalter
- Gisela Marell, deutsche Sängerin
- Elka Mitzewa, bulgarische Opernsängerin
- Joey Morant, US-amerikanischer Jazzmusiker († 2021)
- Scott Nickrenz, US-amerikanischer Bratschist
- Larry Page, britischer Musikmanager († 2024)
- Mac Rae, britischer Jazzmusiker († 2021)
- Johnny Trudell, US-amerikanischer Jazz- und Studiomusiker († 2021)
- Edmundo Vásquez, chilenischer Komponist

## Gestorben

### Januar bis Juni
- 03. Januar: Dmitri Achscharumow, russischer Geiger, Komponist, Musikpädagoge und Dirigent (* 1864)
- 03. Januar: Arturo Berutti, argentinischer Komponist (* 1858)
- 05. Januar: Alice Gomme, britische Volkskundlerin sowie Volksliedsammlerin und -forscherin (* 1853)
- 22. Januar: Richard Franck, deutscher Komponist und Pianist (* 1858)
- 25. Januar: Alfredo Eusebio Gobbi, uruguayischer Artist, Schauspieler, Sänger, Gitarrist und Tangokomponist (* 1877)
- 09. Februar: Hermann Kutzschbach, deutscher Dirigent und Musikpädagoge (* 1875)
- 13. Februar: Siegbert Goldschmidt, deutscher Unternehmer, Kinobetreiber und Stummfilmkomponist (* 1874)
- 22. Februar: Miguel Llobet, spanischer Gitarrist und Komponist (* 1878)
- 07. März: Juan Bautista Massa, argentinischer Komponist (* 1885)
- 18. März: Cyril Rootham, englischer Komponist (* 1875)
- 21. März: Omer Letorey, französischer Komponist und Organist (* 1873)
- 01. April: Rafaela Serrano Rodríguez, kubanische Pianistin und Musikpädagogin spanischer Herkunft (* 1862)

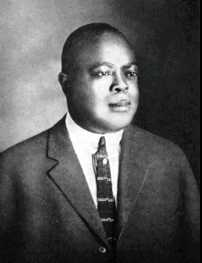
Joe King Oliver; † 10. April

- 10. April: Joe King Oliver, US-amerikanischer Kornettist (* 1885)

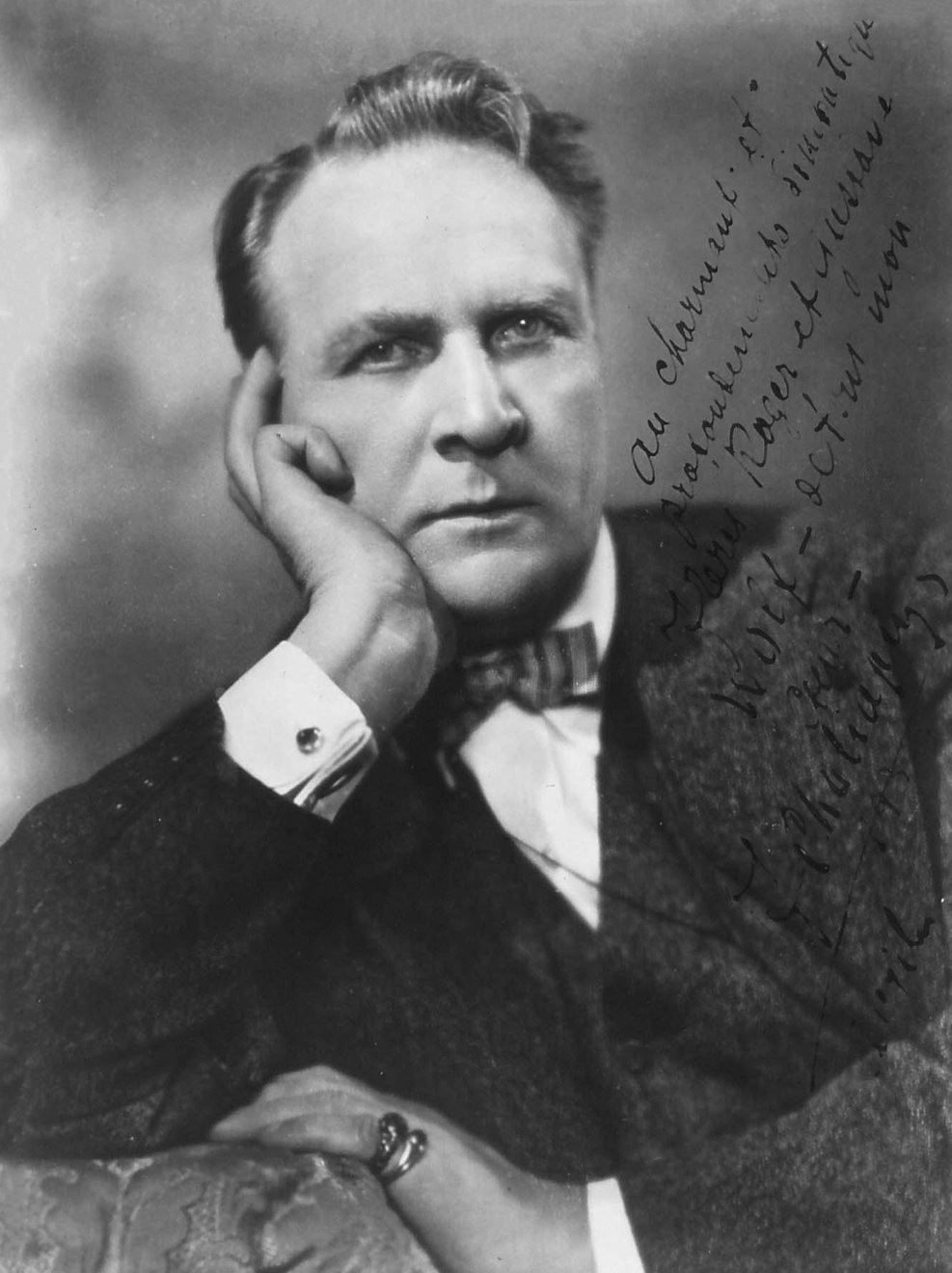
Fjodor Schaljapin; † 12. April

- 12. April: Fjodor Schaljapin, russischer Opernsänger (* 1873)
- 06. Mai: Joseph Henry Adams, britischer Dirigent, Organist und Komponist (* 1863)
- 10. Mai: Hope Temple, irische Liedschreiberin und Komponistin (* 1859)
- 20. Juni: Josef Brandl, deutscher Orgelbauer (* 1865)
- 22. Juni: Vladimir R. Đorđević, serbischer Musikwissenschaftler und -ethnologe (* 1869)

### Juli bis Dezember
- 04. Juli: Jean-Baptiste Dubois, kanadischer Cellist, Dirigent und Musikpädagoge (* 1870)
- 24. Juli: Marmaduke Barton, britischer Pianist, Musikpädagoge und Komponist (* 1865)
- 00. Juli: Paul Dietrich, österreichischer Musiker und Komponist (* 1888)
- 02. August: Emil Gutmann, österreichischer Konzertveranstalter und Musikverleger (* 1877)
- 14. August: Landon Ronald, englischer Dirigent, Musikpädagoge und Komponist (* 1873)
- 16. August: Robert Johnson, US-amerikanischer Musiker („King of the Delta-Blues“) (* 1911)
- 17. August: Wage Rudolf Soepratman, Komponist der indonesischen Nationalhymne (* 1903)
- 08. September: Ferdinand Kaufmann, deutscher Geiger, Dirigent und Kapellenleiter (* 1877)
- 08. September: Agustín Magaldi, argentinischer Tangosänger und -komponist (* 1898)
- 18. September: Ole Hjellemo, norwegischer Komponist (* 1873)
- 23. September: Aurelio Giorni, italienisch-amerikanischer Pianist und Komponist (* 1895)
- 28. September: Emanuel Kirschner, deutscher Chasan und Komponist (* 1857)
- 12. Oktober: Richard Himmelstoß, deutscher Violinist und Konzertmeister (* 1843)
- 15. Oktober: Adolf Hamm, deutscher Organist (* 1882)
- 27. Oktober: Xədicə Qayıbova, aserbaidschanische Pianistin (* 1893)
- 27. Oktober: Eva Tetrazzini, italienische Sängerin (* 1862)
- 30. Oktober: George Archibald Emmett Adams, britischer Songwriter, Texter und Arrangeur (* 1889)
- 14. November: Manuel Aróztegui, uruguayischer Tangopianist und Komponist (* 1888)
- 16. November: Reginald Steggall, britischer Organist und Komponist (* 1867)
- 19. November: Remigio Renzi, italienischer Organist, Komponist und Musikpädagoge (* 1857)

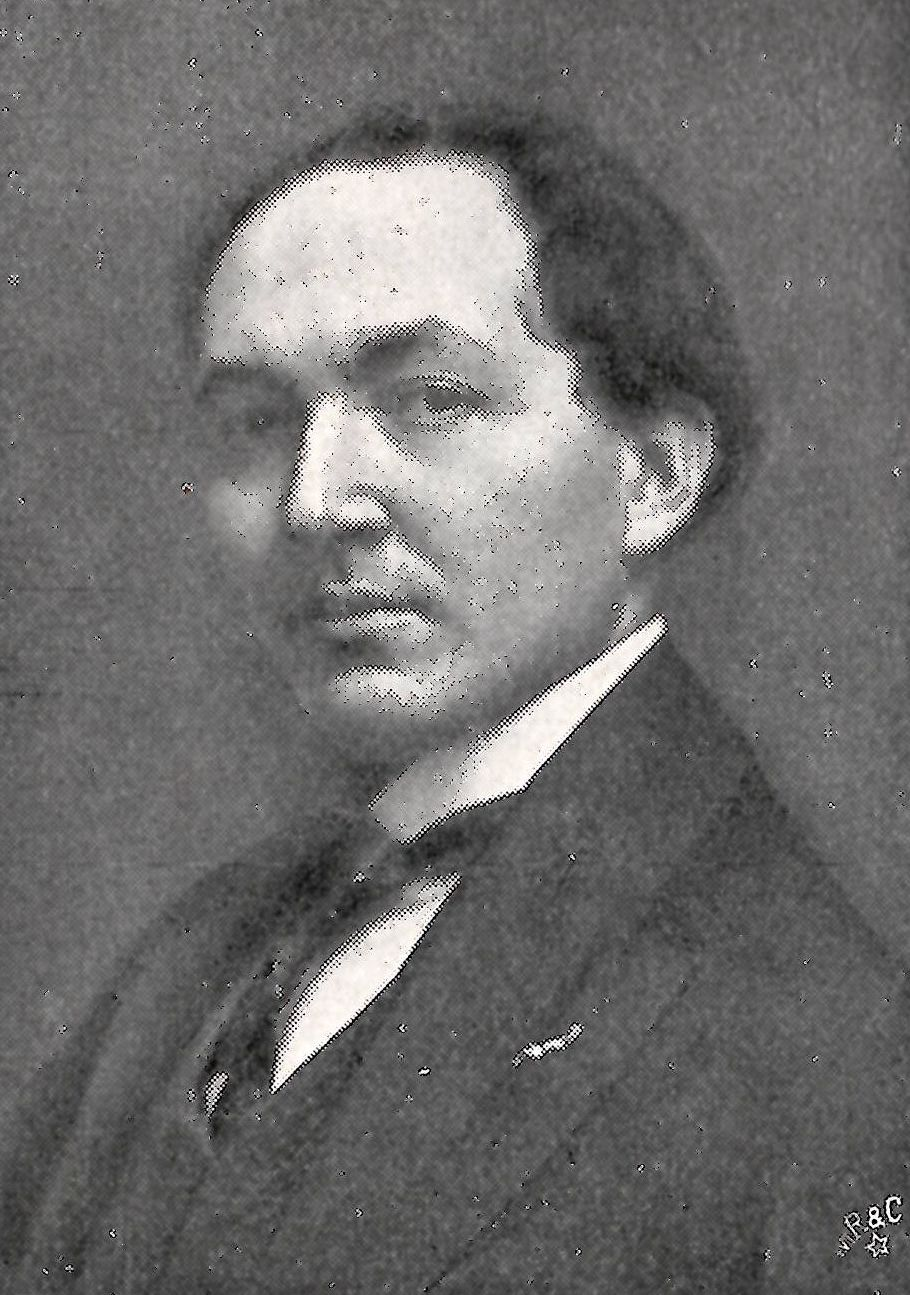
Leopold Godowsky; † 21. November

- 21. November: Leopold Godowsky, polnisch-amerikanischer Pianist und Komponist (* 1870)
- 07. Dezember: Max Adler, österreichischer Violinist, Violinpädagoge, Dirigent und Musikschriftsteller (* 1863)
- 08. Dezember: Walther Bachmann, deutscher Pianist (* 1874)
- 14. Dezember: Maurice Emmanuel, französischer Komponist (* 1862)
- 19. Dezember: Joseph E. Schuëcker, österreichischer Harfenist und Musikpädagoge (* 1886)
- 25. Dezember: Francis William Richter, US-amerikanischer Pianist, Organist, Komponist und Musikpädagoge österreichischer Familienherkunft (* 1888)
- 26. Dezember: Irene von Chavanne, österreichische Alt-Sängerin (* 1868)

### Genaues Todesdatum unbekannt
- Papa Charlie Jackson, US-amerikanischer Blues-Musiker (* 1890)
- Esteban Peña Morell, dominikanischer Komponist (* 1894)
- Joaquim Salvat i Sintes, katalanischer Komponist (* 1903)